# Даукантас, Симонас
Си́монас Да́укантас (лит. Simonas Daukantas, пол. Szymon Dowkont, 17 (28) октября 1793, Кальвяй, ныне Скуодасский район — 24 ноября (6 декабря) 1864, Папиле, ныне Акмянский район) — литовский историк и писатель-просветитель, собиратель фольклора, один из первых идеологов литовского национального возрождения; автор первых трудов по истории Литвы, написанных на литовском языке.

## Биография
Родился в крестьянской семье. Учился в школах Кретинги и Жмудской Калварии, в виленской гимназии. Поступив в 1816 году в Виленский университет, сначала на отделении литературы и свободных искусств, затем (с 1818 года) на отделении нравственных и политических наук изучал историю и античную литературу. Окончил Виленский университет со степенью кандидата в 1819 году. В 1822 году защитил диссертацию на степень магистра, но из-за процесса филоматов—филаретов диплом магистра права получил только в 1825 году.
Служил в Риге в канцелярии генерал-губернатора (1825—1834), затем в Санкт-Петербурге помощником метриканта Литовской метрики в канцелярии Сената (1835—1851).
В 1850 году вернулся в Литву. В 1851 году вышел на пенсию. Жил в Варняй у епископа Волончевского. Со временем отношения с епископом испортились, поскольку тот в обмен на финансовую поддержку довольно придирчиво контролировал написанное Даукантасом и настаивал на религиозном акценте содержания исторических исследований. После ссоры с епископом жил у меценатов — у врача Петра Смуглевича в имении Ной-Бергфрид на полпути между Бауской и Елгавой (ныне Яунсвирлаука в Латвии), а последние годы провёл в местечке Папиле.

## Научная и литературная деятельность
Ещё в студенческие годы писал сочинение «Деяния древних литовцев и жемайтов» („Darbai senųjų lietuvių ir žemaičių“). В Санкт-Петербурге создал основные труды — историческое исследование «Обычаи древних литовцев» („Būdas senovės lietuvių, kalnėnų ir žemaičių“), фольклорный сборник «Песни жмудские», книги, предназначенные для просвещения народа. Переводил античных писателей (басни Федра, биографические повествования Корнелия Непота), записывал пословицы и поговорки. Из его четырёх трудов по истории Литвы при жизни был издан только один — „Būdas senovės lietuvių, kalnėnų ir žemaičių“ ("Обычаи древних литовцев, аукштайтов и жемайтов") (1845).

## Значение
Даукантас положил основы литовской романтизированной национальной историографии и был одним из первых идеологов литовского национального возрождения. На родине Даукантаса на средства, собранные учителями, в 1930 году был установлен памятник (скульптор Винцас Грибас). Средней школе в Папиле в 1968 году в связи с 175-летием со дня рождения Даукантаса присвоено его имя. В том же году был открыт мемориальный музей, насчитывающий около 300 экспонатов.
В Вильнюсе именем Даукантаса названа площадь перед Президентским дворцом (в XIX веке Дворцовая площадь, затем до 1915 года площадь Муравьёва, в межвоенные годы — площадь Наполеона, в советское время — площадь Кутузова). Улицы Даукантаса есть в Каунасе, Клайпеде, Паланге и других городах Литвы. Именем Даукантаса названы гимназии, прогимназии и основные школы в Вильнюсе, Шяуляй, Кретинге и в других городах. Один из дворов ансамбля Вильнюсского университета носит имя Даукантаса. Во дворе посажен дуб по случаю 400-летия Вильнюсского университета (1979), доставленный с родины Даукантаса. К 400-летнему юбилею университета была установлена бронзовая мемориальная с горельефным изображением Даукантаса в боковом нефе костёла Святых Иоаннов (в то время Музей науки; автор Гядиминас Йокубонис). На стене северного корпуса двора расположен барельеф Даукантаса (скульптор Ромас Казлаускас). Портрет Даукантаса изображён на банкноте 100 литов.

## Труды
- Darbai senųjų lietuvių ir žemaičių (Деяния древних литовцев и жемайтов) (1822).
- Istorija žemaitiška (Жемайтийская история) (1838).
- Būdas senovės lietuvių, kalnėnų ir žemaičių (Обычаи древних литовцев, аукштайтов и жемайтов) (1845).
- Pasakojimas apie veikalus lietuvių tautos senovėje (1850).